# Buena Familia
Buena Familia es una serie de televisión filipina transmitida por GMA Network desde el 28 de julio de 2015. Está protagonizada por Kylie Padilla, Martin del Rosario, Julie Anne San Jose, Jake Vargas, Julian Trono, Bobby Andrews y Angelu de Leon.

## Elenco

### Elenco principal
- Angelu de Leon-Rivera como Bettina Agravante-Buena / Sally Luzanes.
- Bobby Andrews como Arthur Buena.
- Kylie Padilla como Celine Carter-Buena / CJ Agravante.
- Julie Anne San Jose como Darlina Buena.
- Julian Trono como Edwin Buena.
- Mona Louise Rey como Faye Buena.
- Sheryl Cruz como Josephine Carter.
- Jake Vargas como Kevin Acosta.
- Martin del Rosario como Harry Atendido.

### Elenco secundario
- Jackie Rice como Iris Florencio.
- Kenneth Earl Medrano como Pacoy Alvero.
- Ryza Cenon como Vaness Castro.
- Aicelle Santos como Olga Vergara.
- Mayton Eugenio como Lauren Villacor.
- Mel Kimura como Gloria Racaza.
- Lou Sison como Alexis Manuel.
- Tessie Tomas como Marissa Agravante.
- Dino Guevarra como Quentin Monsanto.
- Pinky Amador como Sandra Atendido.
- Kristofer Martin como Zach Michaels.